# Построечная
Построечная — упразднённый в 2004 году станция и посёлок (так в документах) в Воткинском районе Республики Удмуртия Российской Федерации. Ныне микрорайон посёлка Новый.

## География
Расположен при автодороге 94Р-3, на правобережье реки Камы, в непосредственной близости от Воткинского водохранилища.

## История
В 1969 году образуется Волковский сельсовет с центром в посёлке Волковский, куда кроме него включаются посёлок Новый и станция Построечная.
В 2004—2005 годах Новый, Волковский и Построечная были объединены: постановлением Госсовета УР от 26 октября 2004 года из учётных данных исключаются станция и посёлок Построечная и посёлок Волковский, а постановлением правительства УР от 22 августа 2005 года их территории включены в черту посёлка Новый.